# Bataille pour Goor
Guerre de Quatre-Vingts Ans
Batailles
- Chronologie de la guerre de Quatre-Vingts Ans
- Valenciennes
- Austruweel
- Rheindalen
- Heiligerlee
- Jemmingen
- Jodoigne
- Brielle
- 1er Flessingue
- Malines
- Goes
- Mons
- Haarlem
- 2e Flessingue
- Borsele
- Zuiderzee
- Alkmaar
- Leyde
- Reimerswaal
- Mook
- Lillo
- Zierikzee
- 1er Anvers
- 1er Bréda
- Gembloux
- Rijmenam
- 1er Deventer
- Maastricht
- 2e Bréda
- Açores
- 2e Anvers
- 3e Anvers
- Boksum
- Zutphen
- 1er Berg-op-Zoom
- Gravelines
- 3e Bréda
- 2e Deventer
- Groningue
- Huy
- 1er Groenlo1
- 2e Groenlo
- Turnhout
- Nieuport
- Ostende
- L'Écluse
- 3e Groenlo
- Saint-Vincent
- Gibraltar
- Saint-Vincent (1621)
- 2e Berg-op-Zoom
- 4e Bréda
- 4e Groenlo
- Matanzas
- Bois-le-Duc
- Abrolhos
- Slaak
- Maastricht
- 5e Bréda
- Cabañas
- Calloo
- Les Downs
- Saint-Vincent (1641)
- Hulst
- Cavite

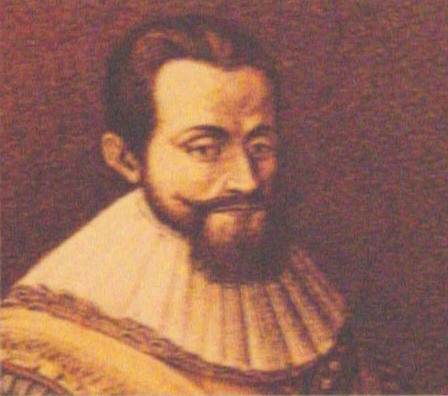
Maarten Schenk van Nydeggen

La bataille pour Goor est un événement survenu en 1581 pendant la guerre de Quatre-Vingts Ans. La ville de Goor a été assiégée par des troupes de l'armée des Provinces-Unies dirigées par Warmelo et Conradt Dirkz. L'attaque a duré du 23 juillet au 1er août et a abouti à la reddition des assaillants aux forces de l'armée espagnole. En raison de l'échec de l'attaque, Goor resta aux mains des Espagnols jusqu'en 1597.

## Prémices
Une grande partie du comté de Zutphen, ainsi que la ville de Deventer et ses environs, étaient tombés sous le contrôle des Provinces-Unies. La zone autour de Goor et de Delden était occupée par des unités espagnoles, leur quartier général était situé à Oldenzaal. Le drost de Twente, Johan van Voorst, et le drost de Salland, Eggerick van Ripperda, veulaient se débarrasser de la garnison espagnole. Les Gueux avaient déjà pris les châteaux d'Arkelstein (nl) et de Dorth, et il était logique de tenter de conquérir également la ville de Goor. Selon une carte de Jacob van Deventer datant de cette époque, Goor se composait de deux mottes castrales à douves situées sur le Regge, qui étaient reliés par le Bandijk, qui avait un développement de ruban. Cette ville jumelle était stratégiquement située au milieu des marais
.

## Attaque
Le 23 juillet, une attaque surprise a été menée sous la direction de Warmelo et Conradt Dirkz avec le soutien de deux chevaliers de Deventer. Les assaillants ont tout de suite réussi à pendre possession de 't Schild dès le premier jour. Le commandant IJsselstein (nl) avec ses troupes espagnoles, parvint à repousser les assaillants vers l'église Oude Kerk. Lorsque Maarten Schenk van Nydeggen arriva par la suite avec des renforts espagnols, les assaillants furent acculés près de la maison Scherpenzeel, où ils réussirent à se retrancher. Auparavant ces mêmes assaillants avaient détruit les tours de l'église lors de leur retraite pour empêcher le camp adverse espagnol de s'en servir comme tour de guet. Bien que Guillaume d'Orange n'ait pas donné la permission pour l'attaque, il a envoyé des renforts, mais ces troupes sont arrivées trop tard. Entre-temps, la faim avait déjà surgi parmi les soldats retranchés, de sorte qu'ils avaient déjà dû manger leurs chevaux. Le 1er août, ces derniers se sont rendus à la condition d'une retraite libre pour les cavaliers et les Gueux survivants. Les soldats espagnols ont néanmoins tué une centaine de Gueux et la bâtisse Scherpenzeel a été complètement détruite. Le commandant du détachement espagnol, Maarten Schenk était indigné de cette violation du droit de la guerre.

## Conséquences
Francisco Verdugo était probablement aussi à Goor, car dans son journal il écrit :
"Ici, les ennemis avaient commis une attaque sur la redoute de Goor. Les nôtres étaient arrivés à temps et les avaient enfermés dans la maison d'un noble voisin. A cause de mon arrivée et aussi faute de nourriture, les ennemis se sont rendus."
Les prisonniers ont été emmenés au château de Bleijenbeek, les soldats qui restaient ont dû promettre de ne pas prendre les armes contre Philippe II d'Espagne pendant trois mois. Ce n'est que lors de la campagne de 1597, que les troupes du prince Maurice parviennent à conquérir la ville de Goor.

## Sources
- (nl) Cet article est partiellement ou en totalité issu de l’article de Wikipédia en néerlandais intitulé « Slag om Goor » (voir la liste des auteurs).